# Tomeophera modesta
Tomeophera modesta är en insektsart som beskrevs av Brunner von Wattenwyl 1891. Tomeophera modesta ingår i släktet Tomeophera och familjen vårtbitare. Inga underarter finns listade i Catalogue of Life.